# 조 모건
조 레너드 모건(Joe Leonard Morgan, 1943년 9월 19일 ~ 2020년 10월 11일)은 1963년부터 1984년까지 2루수를 맡으면서 휴스턴 애스트로스, 신시내티 레즈, 샌프란시스코 자이언츠, 필라델피아 필리스와 오클랜드 애슬레틱스를 위하여 메이저 리그 베이스볼을 활약한 미국의 프로 야구였다.  그는 1975년과 1976년 레즈와 함께 2회의 월드 시리즈를 우승하였고, 각각의 그해에 내셔널 리그 MVP로 임명되기도 하였다.  사상 거대한 2루수들 중의 하나로 숙고된 모건은 1990년 미국 야구 명예의 전당으로 헌액되었다.
활동적인 선수로서 은퇴한 후, 모건은 밥 코스타스와 밥 웨커와 함께 팀을 이루어 NBC의 포스트시즌 텔레비전 방송에 1990년대의 중반에서 후반까지 일정 기간은 물론 레즈, 자이언츠와 ESPN을 위하여 야구 방송인이 되었다.  그는 레즈에 특별 고문으로 지낸 동안 스포츠 USA에 국내적 주간 신디케이트 조직 라디오 쇼를 진행하였다.

## 선수 경력
텍사스주 본핸에서 6명의 자식들 중에 맏아들로 태어난 모건은 자신이 5세였을 때까지 거기에 살았다. 그러고 나서 그의 가족은 캘리포니아주 오클랜드로 이주하였다.  모건은 자신의 소형 5 피트 7 인치 (1.70m) 신장으로 "Little Joe"라는 별명이 붙었다.  그는 캐슬몬트 고등학교에서 뛰어난 야구 선수였으나 자신의 크기로 인하여 메이저 리그 팀들로부터 어떠한 제안도 받지 않았다.  그는 1962년 아마추어 자유 계약 선수로서 휴스턴 콜트 포티파이브스에 의하여 계약되기 전에 오클랜드 시티 칼리지에서 대학 야구를 활약하여 3천 달러의 계약 보너스와 5백 달러의 1달 봉급을 받았다.

### 휴스턴 콜트 포비파이브스/애스트로스
모건은 1963년 9월 21일 자신의 메이저 리그 데뷔를 하였다.  자신의 초기 경력에서 모건은 자신이 팔꿈치를 너무 낮게 유지한 이유로 자신의 스윙과 곤란함을 가졌다.  또한 탄탄한 2루수였던 팀 동료 넬리 폭스는 모건에게 본루에 있는 동안 그가 그의 팔꿈치를 위로 유지하는 데 닭처럼 그의 팔을 펄럭여야 한다는 것을 제안하였다.  모건은 
충고를 따르고 그의 펄럭이는 팔은 모건의 기호가 되었다.
모건은 휴스턴 애스트로스를 위하여 10개의 시즌을 활약하여 72개의 홈런과 219개의 도루를 수집하였다.  그는 1966년과 1970년 이 시기 동안 두번이나 올스타로 임명되었다.  1966년 6월 25일 모건은 타구 연습을 한 동안 리 메이가 친 라인 드라이브에 의하여 슬개골에 맞았다.  깨진 슬개골은 애스트로스가 11 승 29 패로 갔던 동안 40개의 경기를 위하여 모건을 정렬의 밖으로 나가도록 강요하였다.
모건이 휴스턴을 위하여 우수성과 활약하였어도 애스트로스는 자신들의 정렬에 더욱 많은 힘을 원하였다.  추가적으로 해리 워커 감독은 모건을 분쟁의 야기자로 숙고하였다.  결과로서 그들은 1971년 11월 29일 압도적 다수 선수 거래의 일부로서 모건을 신시내티 레즈로 이적시켜 야구의 겨울 회의에서 공고되었다.

### 신시내티 레즈
오늘까지 전술한 이적은 당시 많은 "전문 선수"들이 애스트로스가 거래의 더욱 낳은 종말을 얻었다는 것을 느꼈어도 신시내티를 위하여 획기적인 거래로 숙고되었다.  강력 타자 리 메이, 올스타 2루수 토미 헴스와 외야수/대타자 지미 스튜어트는 애스트로스로 갔다.  모건에 추가로 레즈로 거래에 포함된 선수들은 팀의 정규 우익수, 그러고나서 중견수가 된 세사르 게로니모, 출발 투수 잭 빌링햄, 베테랑 내야수 데니스 멘키와 마이너 리그 외야수 에드 암브리스터였다.  모건은 레즈의 정렬의 정상에 다락 촉매로서 최초의 타자 피트 로즈에 가입하였다.  모건은 동굴 같은 애스트로돔에서 애스트로스와 항상 발휘되지 않은 홈런의 힘, 뛰어난 속도와 가장 좋은 방어를 추가하였다.
"빅 레드머신"의 일부로서 모건은 휴스턴과 자신의 1966년과 1970년 출연과 더불어 가는 데 8개의 연속적 올스타 경기 (1972년 ~ 1979년)를 이루었다.  동료 선수들 피트 로즈, 조니 벤치, 토니 페레스와 데이브 콘세프시온과 더불어 모건은 레즈를 월드 시리즈에서 연속적 챔피언십으로 이끌었다.  그는 1975년 월드 시리즈의 7번째 경기에서 우승 득점을 위하여 켄 그리피 시니어를 진루시켰다.  모건은 또한 1975년과 1976년 내셔널 리그 MVP이기도 했다.  그는 연달아 MVP 상을 수상하는 데 내셔널 리그 역사상 첫 2루수였다.  모건의 내셔널 리그 MVP 세월들에서 그는 .324의 타구 평균, 44개의 홈런, 205개의 타점, 246개의 볼넷과 127개의 도루를 위하여 합쳤다.
모건은 특히 위기 상황들에서 매우 유능한 타자였다.  그의 일생 평균이 .271 밖에 안 되었을 동안 그는 레즈와 함께 자신의 절절 세월 동안 .288과 .327 점 사이를 쳤다.  추가적으로 그는 많은 볼넷을 끌어들여 가장 좋은 .392의 출루율에 결과를 가져왔다.  그는 또한 자신 시대의 중견수를 위한 가장 좋은 힘으로 자신의 449개의 2루타와 96개의 3루타와 함께 가는 데 268개의 홈런을 쳤으며 그의 세대의 가장 좋은 도루인으로 어떤이들에 의하여 숙고되었다 (689개의 도루는 80%의 성공률보다 더욱 위대하였다).  본루와 베이스들에 자신의 용맹에 곁으로 모건은 예외적인 내야수였으며 1973년부터 1979년까지 연속적 세월에 골드글러브상을 수상하였다.

### 이후의 경력

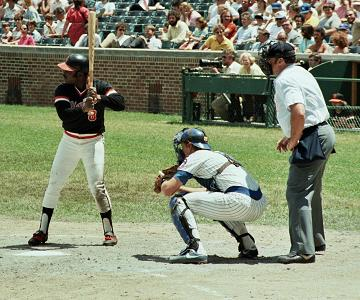
1981년 샌프란시스코 자이언츠 활약 시절의 모건 (왼쪽)

모건은 1980년 자유 계약 선수로서 애스트로스로 돌아왔다.  그는 젊은 애스트로스가 내셔널 리그 서부를 우승을 하는 도움을 주었다.  그러고나서 애스트로스는 필라델피아 필리스에게 내셔널 리그 챔피언십 시리즈를 패하였다.  모건은 다음 2개의 시즌을 위하여 샌프란시스코 자이언츠로 갔다.  1982년 시즌의 마지막 경기에서 그의 홈런은 디비전 경주로부터 로스앤젤레스 다저스를 탈락시켰다.  그는 자신의 정신과 리더십으로 윌리 맥 상을 수상하였다.
그러고나서 모건은 필리스를 위하여 활약하여 자신의 전 동료 선수들 로즈와 페레스에게 재가입하였다.  필리스가 1983년 월드 시리즈에서 볼티모어 오리올스에게 패한 후, 모건은 오클랜드 애슬레틱스와 함께 자신의 경력을 끝냈다.

### 유산

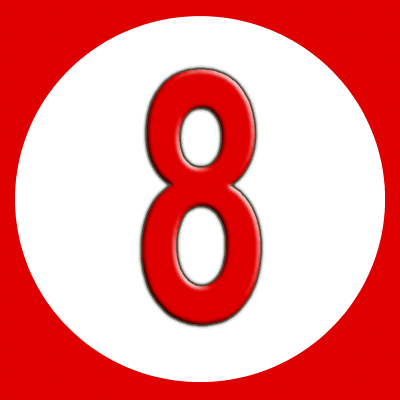
1987년 신시내티 레즈에 의하여 영구 결번된 모건의 등번호 8

자신의 경력이 끝난 후, 모건은 1987년 신시내티 레즈 명예의 전당으로 헌액되었고, 그의 등번호 8은 영구 결번되었다.  레즈는 2013년 그레이트 아메리칸 볼 파크에 모건을 위하여 동상을 세웠다.
"뉴 빌 제임스 히스토리컬 베이스볼 앱스트랙트"에서 빌 제임스는 모건을 에디 콜린스 (2위)와 로저스 혼스비 (3위)에 앞서 야구 역사상 최고의 2루수로 임명하였다.  그는 또한 모건을 그의 강한 수비율, 도루율삼진 볼넷 비율과 1루에 볼넷 출연들로 "야구 역사상 거대한 퍼센티지 선수"로 임명하기도 하였다.
1999년 모건은 스포팅 뉴스의 100명의 거대한 야구 선수들 중의 명단에 60위로 들어왔으며 메이저 리그 베이스볼 올센추리 팀을 위한 결승자로서 후보 지명을 받았다.
모건은 재정과 의료적 어려움을 통하여 전직 메이저 리그, 마이너 리그와 니그로 리그 선수들을 돕는 데 봉납된 501 (c) (3) 기구인 야구 보조 팀의 위원회 회원을 지냈다.  추가로 1994년 이래 그는 미국 야구 명예의 전당을 위한 이사회에 지냈으며 2000년부터 2020년 자신의 사망까지 부의장이었다.

## 방송 경력

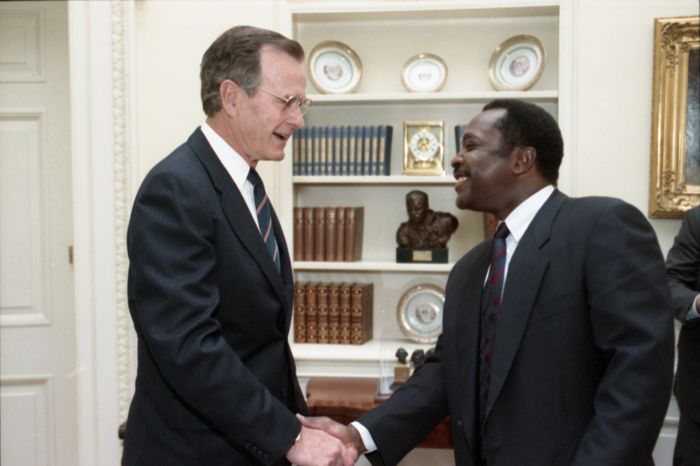
백악관에서 부시 대통령과 함께

### 대학 야구
모건은 신시내티 레즈를 위하여 1985년 자신의 방송 경력을 시작하였다.  1985년 9월 11일 자신의 텔레비전 방송 파트너 켄 윌슨과 더불어 모건은 피트 로즈의 기록을 깨는 4,192번째 안타를 선언하는 데 손에 있었다.  한해 후에 모건은 샌프란시스코 자이언츠를 위하여 아나운서로서 9년 업무를 시작하였다.  1995년 시즌을 위하여 자신이 오클랜드 애슬레틱스의 방송 팀에 가입했을 때 모건은 지방 연주 회장을 1명 더 추가하였다.
1986년 ESPN은 〈월요일 밤 야구〉과 "대학 야구 월드 시리즈" 경기들을 선언하는 데 모건을 기용하였다.

### ABC 스포츠
1988년부터 1989년까지 모건은 ABC를 위한 아나운서로 지내면서 앨 마이클스, 팀 맥카버와 짐 파머로 이루어진 지도적인 아나운서를 위한 후원을 마련한 월요일 밤과 목요일 밤 야구 경기들과 게리 벤더와 레지 잭슨과 함께 1988년 아메리칸 리그 챔피언십 시리즈를 공고하는 도움을 주었고, 1989년 모건의 정규 시즌 파트너인 게리 손과 더불어 1989년 월드 시리즈를 위한 필드 리포터로 지냈다.  모건은 1989년 로마프리타 지진이 일어난 순간에 명예의 전당 헌액자 윌리 메이스를 따라 샌프란시스코의 캔들스틱 파크에 있는 필드에 있었다.

### NBC 스포츠
1994년부터 2000년까지 모건은 NBC 스포츠에 야구 경기들을 선언하는 데 밥 코스타스와 밥 웨커 (1997년까지)와 팀을 이루었다.  이 시기 동안 모건은 3개의 월드 시리즈 (1995년, 1997년과 1999년)와 4개의 올스타 경기 (1994년, 1996년, 1998년과 2000년)를 선언하는 도움을 주었다.  모건은 또한 3개의 아메리칸 리그 챔피언십 시리즈 (1996년, 1998년과 2000년)과 3개의 내셔널 리그 챔피언십 시리즈 (1995년 (그레그 검블과 함께), 1997년과 1999년)를 선언하였다.
모건은 밥 카펜터와 더불어 지방적 〈이번 주의 경기〉 텔레비전 방송들을 선언한 NBC와 이전의 업무 (1986년 ~ 1987년)를 보냈다.  1985년과 1987년 내셔널 리그 챔피언십 시리즈에 관한 NBC의 보도 범위가 있던 동안 모건은 사회자들 딕 엔버그 (1985년)과 마브 앨버트 (1987년)와 더불어 경기 전의 분석가를 지냈다.

### ESPN
모건은 존 밀러와 오렐 허샤이저와 더불어 ESPN의 지도적인 야구 방송 팀의 일원이었다.  〈토요일 밤 야구〉를 위하여 밀러와 팀을 이룬 곁으로 모건은 또한 ESPN 라디오에 리그 챔피언십 시리즈와 월드 시리즈 방송들을 위하여 밀러와 팀을 이루기도 하였다.
1999년 모건은 ESPN을 위한 2개의 평일 밤 텔레비전 방송들을 선언하는 데 자신의 당시 NBC 동료 밥 코스타스와 팀을 이루었다.  첫 방송은 시애틀 매리너스를 상대로 경기를 가진 디트로이트 타이거스와 8월 25일 수요일에 있었다.  두번째 방송은 뉴욕 메츠를 상대로 경기를 가진 애틀랜타 브레이브스와 함께 9월 21일 화요일에 있었다.
2006년 그는 ABC에 허샤이저와 브렌트 뮤스버거와 함께 리틀 리그 월드 시리즈 챔피언십을 선언하여 최근에 해고된 해럴드 레이놀즈를 대체하였다.  2006년 메이저 리그 베이스볼 플레이오프가 열린 동안 방송망은 양키 스타디움에서 열린 양키스 대 타이거스 밤 경기를 선언하는 데 타운을 가로질러 여행을 떠나기 전에 셰이 스타디움에서 열린 메츠 대 다저스 경기를 선언하면서 모건을 두배의 근무를 하도록 하였다.
2009년 스포츠 일러스트레이티드의 조 포스난스키는 모건의 유명한 활약 스타일과 방송 중 태도 사이에 인식된 불일치에 관하여 다음과 같이 말하였다. 

선수 모건과 아나운서 모건 사이에 단절은 누구도 알아냈는지 내가 확실히 모르는 것이다. 빌 제임스는 존 밀러가 한번 모건이 로저스 혼스비에 앞서 사상 최고의 2루수로서 순위에 들게 한 모건 빌의 "뉴 히스토리컬 베이스볼 앱스트랙트"를 보인 것에 관하여 위대한 이야기를 말한다.  그래, 모건은 혼스비가 그의 경력에 .358 점을 치고, 모건은 전혀 .358 점을 치지 않은 등등에 이것이 웃겼다는 것을 괴롭히기 시작한다.  그리고 조 모건 아나운서가 조 모건 선수에 절규한다고 완벽하게 정렬되었다.

"야구 운영들에 특별 고문"으로서 신시내티 레즈와 함께 모건이 공식적 역할을 택한 이후, 2010년 11월 8일 모건이 ESPN 〈일요일 밤 야구〉에 아나운서로서 2011년 시즌을 위하여 돌아오지 않을 것이라고 공고되었다.  그의 전 방송 파트너 존 밀러의 계약은 2010년에 만기되었고, ESPN은 그의 계약을 새롭게 하지 않기로 선택하였다.  모건과 밀러는 각각 보비 발렌타인과 댄 슐먼에 의하여 대체되었다.

### 다른 출연들
모건은 2K 스포츠에서 온 MLB 2K 비디오 게임 시리즈에서 방송인이기도 했다.
2011년 6월 17일 모건이 그해 8월 22일에 시작된 스포츠 USA 라디오 방송에 하루, 1시간 제네랄 스포츠 토크 라디오 프로그램을 시작할 것이라고 공고되었다.

### 레즈로 복귀
2010년 4월 모건은 레즈를 위한 지역 사회 봉사 활동을 포함하여 야구 운영들에 고문으로서 레즈로 복귀하였다.

## 개인 생활
모건은 1967년 4월 3일 자신의 고등학교 시절 애인 글로리아 스튜어트와 결혼하였다.  그들은 2명의 자녀를 두었고 1980년대에 이혼하였다.  그러고나서 그는 1990년 테레자 베하이머와 재혼하여 이듬해 쌍둥이를 두었다.
1988년 3월 로스앤젤레스 국제공항을 통하여 횡단한 동안 모건은 자신을 마약 밀사로 본 로스앤젤레스 경찰국 형사들에 의하여 바닥으로 난폭하게 던져지고, 수갑이 채워져 체포되었다.  그는 1991년 로스앤젤레스 경찰국에 즉시 민권 판례를 발포하여 이겼으며 5십 4만 달러가 수여되었다.  1993년 연방 법원은 그의 민권이 위반된 그의 주장을 옹호하였다.
2015년 모건은 백혈병으로 발병시킨 골수이형성증후군과 진단되었다.  그는 자신의 딸들 중 하나로부터 조혈모세포 이식을 받았다.  2020년 10월 11일 모건은 77세의 나이로 캘리포니아주 댄빌에 있는 저택에서 사망하였다.  그는 자신의 사망으로 이끈 당시 불특정 다발성 신경병증을 겪었다.